# Nuritamburia phyllanthana
Nuritamburia phyllanthana là một loài bướm đêm thuộc họ Tortricidae. Nó là loài đặc hữu của Oahu.
Ấu trùng ăn Phyllanthus sandwicensis.